# Llano Largo, Jalisco
Llano Largo är en ort i Mexiko.   Den ligger i kommunen Quitupan och delstaten Jalisco, i den centrala delen av landet, 400 km väster om huvudstaden Mexico City. Llano Largo ligger 1 855 meter över havet och antalet invånare är 111.
Terrängen runt Llano Largo är kuperad, och sluttar norrut. Runt Llano Largo är det ganska tätbefolkat, med 56 invånare per kvadratkilometer. Närmaste större samhälle är Cotija de la Paz, 9,5 km öster om Llano Largo. I omgivningarna runt Llano Largo växer huvudsakligen savannskog.